# 양산소방서
양산소방서(梁山消防署, Yangsan Fire Station)는 경상남도 양산시를 관할하는 경상남도 소방본부 산하의 소방서이다.
소방서장은 소방정으로 보한다.

## 조직
| - 소방행정과 - 소방행정팀 - 예산장비팀 | - 예방안전과 - 안전지도팀 - 예방교육팀 - 민원팀 | - 현장대응단 - 구조구급팀 - 대응조사팀 |

## 관할센터 및 관할구역
양산소방서는 7개의 119안전센터와 2개의 구조대를 산하에 두고 있다.
| 명칭                     | 사진 | 주소                    | 관할구역                                                                          | 지역대          |
| ------------------------ | ---- | ----------------------- | --------------------------------------------------------------------------------- | --------------- |
| 범어119안전센터          |      | 물금읍 황산로 719       | 물금읍 범어리, 강서동, 원동면                                                     | 원동 119 지역대 |
| 물금119안전센터          |      | 물금읍 물금 1길 11      | 물금읍(범어리 제외), 동면 가산리                                                  |                 |
| 중앙119안전센터          |      | 북안남4길 13-19         | 삼성동, 중앙동 일부                                                               |                 |
| 웅상119안전센터          |      | 웅상대로 1120           | 소주동, 서창동                                                                    |                 |
| 하북119안전센터          |      | 하북면 양산대로 2255-38 | 하북면                                                                            |                 |
| 중부119안전센터          |      | 양산역6길 27            | 양주동, 중앙동 일부, 동면(가산리 제외)                                            |                 |
| 평산119안전센터          |      | 내연4길 9               | 평산동, 덕계동                                                                    |                 |
| 상북119안전센터          |      | 상북면 석계로 37        | 상북면                                                                            |                 |
| 양산소방서 119구조대     |      | 물금읍 황산로 719       | 경상남도 양산시 물금읍. 강서동, 원동면, 양주동, 삼성동, 중앙동, 상북면, 동면 일부 |                 |
| 양산소방서 동부119구조대 |      | 덕명로 230              | 경상남도 양산시 서창동, 소주동, 덕계동, 평산동, 동면 일부                         |                 |

## 같이 보기
- 대한민국 소방청
- 대한민국의 소방
- 대한민국 소방공무원